# Araneus inustus
Araneus inustus är en spindelart som först beskrevs av Ludwig Carl Christian Koch 1871.  Araneus inustus ingår i släktet Araneus och familjen hjulspindlar. Inga underarter finns listade i Catalogue of Life.